# Post Trip

Symbol der Betriebsart Post Trip im Driver Machine Interface

Als Post Trip (Abkürzung PT) wird im europäischen Zugbeeinflussungssystem ETCS eine Betriebsart bezeichnet. Sie kommt in den ETCS-Leveln eins bis drei zur Anwendung, wenn das Ende einer Fahrterlaubnis (EoA) überfahren und durch den Triebfahrzeugführer quittiert wurde.
Wenn der Triebfahrzeugführer das Ende einer Fahrterlaubnis überfährt, wechselt der ETCS-Fahrzeugrechner in den Modus Trip. Ab Stillstand des Zuges muss der Triebfahrzeugführer die durch ETCS ausgelöste Zwangsbremsung bestätigen, woraufhin der ETCS-Fahrzeugrechner in den Modus Post Trip wechselt. Dieser Modus hebt die vorhin eingeleitete Zwangsbremsung unverzüglich auf.
Der Modus Post Trip ermöglicht es, eine festgelegte Distanz rückwärts zu fahren. Eine Fahrzeugbewegung in die bisherige Fahrtrichtung des Zuges wird durch ETCS verhindert. Die genaue Distanz ist über die Variable D_NVPOTRP länderspezifisch festgelegt. In Deutschland beträgt die zulässige Wegstrecke 5 m. Dies dient dazu, wieder bis vor die vorhin überfahrende Eurobalise zu gelangen und dort auf eine neue Fahrterlaubnis zu warten. Diese Maßnahme ist vor allem für das ETCS-Level 1 geeignet. Hierfür muss allerdings sichergestellt sein, dass sich hinter dem betroffenen Zug keine andere Zugfahrt befindet. Besonders für Stellwerke gibt es an dieser Stelle besondere Anforderungen, da diese die Aufhebung von Fahrstraßen realisieren müssen. Allerdings sind die wenigsten Stellwerke mit dieser Funktion ausgestattet, da sonst hinter jeder Zugfahrt ein gewisser Bereich für das Rückwärtsfahren freigehalten werden müsste. Zudem ist es auf dem deutschen Schienennetz nicht erlaubt, rückwärts zu fahren. Alternativ zu dem oben genannten Procedere besteht die Möglichkeit, durch den Triebfahrzeugführer die Funktion Override zu aktivieren und mittels dieser in den Modus Staff Responsible (SR) zu wechseln. Da das fahrzeugseitige ETCS an dieser Stelle über keine Fahrterlaubnis mehr verfügt, liegt die Sicherheit vollumfänglich in der Verantwortung des Triebfahrzeugführers, da der Modus Staff Responsible nur noch über eine Zugsicherungsfunktion, jedoch über keine Zugleitfunktion verfügt. An der nächsten Eurobalisengruppe kann das ETCS-Fahrzeuggerät dann eine neue Fahrterlaubnis (MA) aufnehmen.
In den ETCS-Leveln 2 und 3 hingegen kann eine neue Movement Authority vom RBC empfangen werden, welches die betroffene Zugfahrt in die ETCS-Modi Full Supervision, On Sight oder Shunting kommandiert. Die Weiterfahrt ist in allen ETCS-Leveln erst nach Rücksprache mit dem zuständigen Fahrdienstleiter sowie dem Erhalt eines schriftlichen Befehls zulässig.
Um 2010 wurde PT bei der Deutschen Bahn zunächst als Betriebsart Zwangsbremsung aufheben bezeichnet.